# Erhvervshus Sydjylland
Erhvervshus Sydjylland er ét af seks erhvervshuse i Danmark. Erhvervshus Sydjylland blevet etableret i 2019 og har hovedkontor i Vojens. Geografisk dækker Erhvervshus Sydjylland over 13 kommuner: Tønder, Sønderborg, Aabenraa, Haderslev, Esbjerg, Fanø, Varde, Billund, Vejen, Kolding, Vejle, Fredericia og Middelfart Kommuner. 
Erhvervshus giver uvildig sparring og vejledning til virksomheder i de nævnte kommuner. De har en række ansatte, som kaldes forretningsudviklere, med erhvervserfaring fra større danske virksomheder og et omfattende netværk af samarbejdspartnere.  
Der findes også Erhvervshus Fyn, Erhvervshus Midtjylland, Erhvervshus Sjælland, Erhvervshus Nordjylland og Erhvervshus Hovedstaden. 

## Ekstern henvisning
- Erhvervshus Sydjyllands hjemmeside
- Den samlede offentlige hjemmeside om virksomhedsvækst startvaekst.dk Arkiveret 25. juni 2014 hos  Wayback Machine
- Lokalisation på wikimapia.orgArkiveret 26. august 2011 hos  Wayback Machine